# Müller Lajos (pap)
Müller Lajos SJ (Dunaföldvár, 1874. július 22. – Szeged, 1945. március 27.) római katolikus pap, jezsuita szerzetes, teológus, főiskolai tanár, rektor, egyházi író, a Szent István Akadémia tagja.

## Élete
Müller János és Bayer Mária fia. A pécsi piaristáknál és cisztercieknél végezte el gimnáziumi tanulmányait. 1892-től papnövendék volt a pécsi egyházmegyében, 1896-ban pedig pappá is szentelték Sombereken. Ezután káplánként működött több településen, így Sombereken, Szekszárdon, Kisvaszaron és Villányban. 1903. szeptember 7-én, 29 éves korában belépett a jezsuita rendbe is Nagyszombatban. Két éves próbaidő után Kalocsára küldték nevelőnek, majd prédikátorként szolgált Nagyszombatban. 1908–1909-ben filozófiai tanulmányokat folytatott Pozsonyban. Ezt követően egy évig ismét prédikátorként működött – ezúttal Szatmárnémetiben –, majd mélyebb teológiai ismereteket szerzett 1910–1911 folyamán Innsbruckban. 1912-től Budapesten működött papként.
1916-ban St. Andräban folytatott kiegészítő tanulmányokat, majd ismét Budapesten, 1919-től pedig a kispapok nevelését látta el Nagyszombatban, 1921-től Szegeden, 1922-től Érden. 1929–1930-ban Budapesten volt pap, 1931-től haláláig Szegeden dolgozott rektorként, szemináriumi régensként; valamint a morál, az egyházjog, a lelkipásztorkodás és az aszketika–misztika tanáraként, illetve keresett papként. 1945-ben a lágerben tartott hadifogoly-látogatáson kapta el a tífuszt (hasi hagymáz), amelybe bele is halt.

## Művei

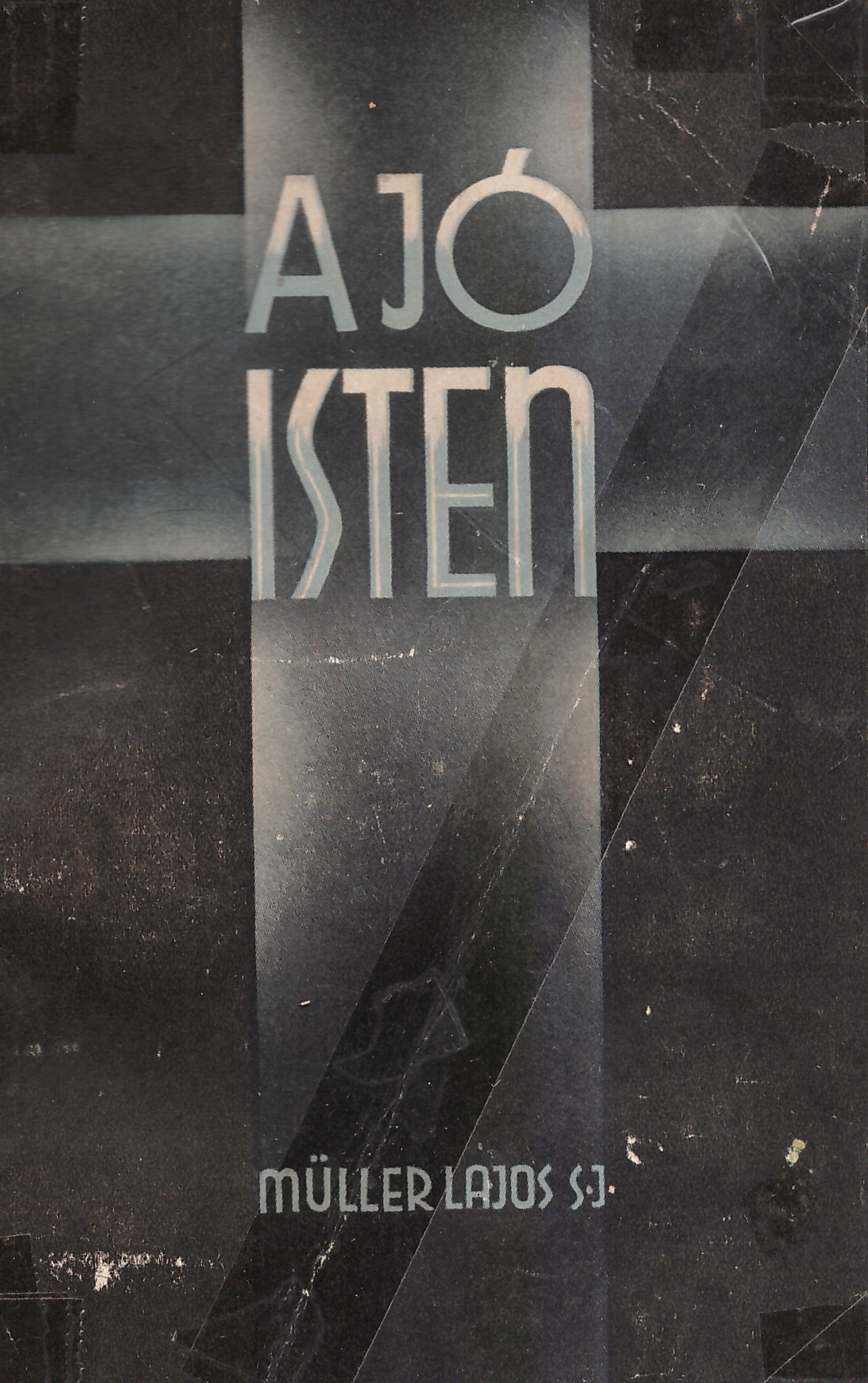
A jó Isten

Müller fentebbi tevékenységeivel párhuzamosan jelentős irodalmi munkásságot is végzett, illetve tagja volt 1896-től 1903-ig munkatársa volt a Pécsi Naplónak, és a Szent Család kis Követének, 1925-től az Eucharistiai Értesítőnek. Halála előtt egy évvel, 1944-ben a Szent István Akadémia I. osztályú tagjává választották.
Önállóan megjelent művei a következők voltak:
- Ima és hivatás. Lintelo után. Budapest, 1912 (2. kiadás: Budapest, 1937)
- A jó Isten kórháza. Budapest, 1914 (németül és szlovákul is)
- A 4. parancs. Budapest, 1914
- Ne mentegesd magad, vagyis meghívó az Úr Jézus lakomájára. Budapest, 1914
- Ima és gondviselés. Budapest, 1915
- Az isteni gondviselés. Vigasztalás a háború szenvedéseiben. Budapest, 1915
- A keresztény házasság, különös tekintettel az 1918. V. 19: életbeléptetett új egyházjogra,  Archiválva 2018. november 11-i dátummal a Wayback Machine-ben. Budapest, 1921
- Lehet-e a keresztény ember szociáldemokrata? Budapest, 1921 (Kis könyvtár a katholikus hívek számára 28-29.)
- Jézus szíve hónapja. 30 elmélkedés Jézus szívéről. Budapest, 1923
- Az első parancs Archiválva 2018. november 11-i dátummal a Wayback Machine-ben, . Budapest, 1924 (Keresztény kis könyvtár 1.)
- A második parancs. Budapest, 1924 (Keresztény kis könyvtár 2.)
- A harmadik parancs. Budapest, 1924 (Keresztény kis könyvtár 3.)
- Jézus Szíve tisztelete. 2. kiad. Budapest, 1924 (A lelki élet kiskönyvei II. évközi sorozat 1.)
- A negyedik parancs. Budapest, 1924 (Keresztény kis könyvtár 4.)
- Az ötödik parancs. Budapest, 1924 (Keresztény kis könyvtár 5.)
- Müller Lajos elmélkedései, melyeket 1924. jún. 24-26-án a székesfehérvári egyházmegyei zsinaton tartott. Székesfehérvár, 1924.
- A hatodik és kilencedik parancs. Budapest, 1925 (Keresztény kis könyvtár 6.)
- A hetedik és tizedik parancs Archiválva 2018. november 11-i dátummal a Wayback Machine-ben, . Budapest, 1925 (Keresztény kis könyvtár 7.)
- A nyolcadik parancs Archiválva 2018. november 11-i dátummal a Wayback Machine-ben, . Budapest, 1925 (Keresztény kis könyvtár 8.)
- A boldogság útja. Budapest, 1925
- Az Anyasztegyház 5 parancsa Archiválva 2018. november 11-i dátummal a Wayback Machine-ben, . Budapest, 1926 (Keresztény kis könyvtár 15.)
- A bérmálás Archiválva 2018. november 11-i dátummal a Wayback Machine-ben, . Budapest, 1926 (Keresztény kis könyvtár 18.)
- Az isteni erények, . 1–2. köt. Budapest, 1926 (Keresztény kis könyvtár 12–13.)
  - I. kötet Archiválva 2018. november 11-i dátummal a Wayback Machine-ben
  - II. kötet
- Az isteni malasztról. Bevezetés a hét szentséghez Archiválva 2018. november 11-i dátummal a Wayback Machine-ben, . Budapest, 1926 (Keresztény kis könyvtár 16.)
- A keresztség Archiválva 2018. november 11-i dátummal a Wayback Machine-ben, . Budapest, 1926 (Keresztény kis könyvtár 17.)
- Általános és részletes lekiismeret-vizsgálás. Budapest, 1926
- A római index. Nevezetesebb tiltott könyvek jegyzéke,  Archiválva 2018. november 11-i dátummal a Wayback Machine-ben. A könyvbírálatról és a könyvtilalomról szóló legújabb egyházi törvények ismertetésével. Budapest, 1926 (Katolikus kultúrkönyvtár 8.)
- Bernhard Zsigmond SJ 1880–1926. Budapest, 1927
- Az Oltáriszentség Archiválva 2018. november 11-i dátummal a Wayback Machine-ben, . Budapest, 1927 (Keresztény kis könyvtár 20.)
- A penitenciatartás Archiválva 2018. november 11-i dátummal a Wayback Machine-ben, . Budapest, 1928 (Keresztény kis könyvtár 21.)
- A házasság. Budapest, 1928 (Keresztény kis könyvtár 24.)
- Az utolsó kenet. Budapest, 1928 (Keresztény kis könyvtár 22.)
- Az egyházirend. Budapest, 1928 (Keresztény kis könyvtár 23.)
- Általános és részletes lelkiismeretvizsgálás. Budapest, 1929
- Hitoktatások a népmisszió előkészítésére. Budapest, 1930
- Az Atya hív téged. Budapest, 1930
- Szentlélek novena. Joseph Walter után. Budapest, 1930
- Leányhivatások. Budapest, 1931
- A sziklán épült kincsesház. Budapest, 1931
- „Szeressétek egymást!” Budapest, 1932
- Aszkétika és misztika. 1–2. kötet Budapest, 1932–1935
  - Aszkétika
  - Misztika
- Boldogasszony anyánk. Budapest, 1932
- Leánybarátkozások. Budapest, 1932 (A Leányhivatások folytatása)
- Sponsa Christi. Ketter után. Budapest, 1932
- Szeressétek egymást. Vallásos elmélkedések. Budapest, 1932
- A kis titok. Cassian Karg nyomán átdolgozta. Budapest, 1932
- Hogyan lettem én katolikussá? Írta Svenson Jón (fordítás), Budapest, 1933
- A nagy Szentség szolgálatában Archiválva 2018. november 11-i dátummal a Wayback Machine-ben. Budapest, 1934
- Szent bilincsek. Vallásos elmélkedések. Budapest, 1934
- Ferrero Benigna Consolata nővér élete. Német és olasz kiadás után s.a.r. Budapest, 1934
- A jó Isten. Értekezés Isten végtelen irgalmáról Archiválva 2018. november 11-i dátummal a Wayback Machine-ben. Budapest, 1935
- Isten kezében. Vital Lehodey nyomán átdolgozta. Budapest, 1935
- Pünkösdi ajándék. Budapest, 1936
- Jertek, imádjuk! Novena az Oltáriszentség tiszteletére. Budapest, 1937
- A kereszt iskolája Archiválva 2018. november 11-i dátummal a Wayback Machine-ben. Budapest, 1937
- Legyetek tökéletesek! Budapest, 1937
- Rejtett gyémánt (Lukács Elvira) 1921–1937. Budapest, 1937
- A kereszt diadala. Budapest, 1938
- Harmatozzatok egek! Budapest, 1939
- „Példát adtam nektek.” Elmélkedések vízkereszt utáni első vasárnaptól hamvazószerdáig Archiválva 2018. november 11-i dátummal a Wayback Machine-ben. Budapest, 1939
- Szeretett minket. Elmélkedések a Szentháromság vasárnaptól pünkösd után 7. vasárnapig. Budapest, 1939
- „Igazság és élet.” Elmélkedések pünkösd után 22. vasárnaptól ádvent első vasárnapjáig. Budapest, 1940
- Példabeszédekben szólott. Budapest, 1940
- Jegyesoktatás jegyesek és házasságra készülő felnőtt ifjak és hajadonok számára. 2. javított kiadás. Budapest, 1940
- Tanuljatok tőlem! Elmélkedések pünkösd után 7. vasárnaptól a 15. vasárnapig. Budapest, 1940
- Apostolkodás a haldoklók megsegítésére. Budapest, 1942
- Árpádházi Boldog Margit élete (1243–1270). Budapest, 1942
- Az apostoli hitvallás. Első ágazat. 1. rész. „Hiszünk egy Istenben.” Budapest, 1944
- Az apostoli hitvallás. Első ágazat. 2. rész. „Hiszek az Atyában, mennynek és földnek teremtőjében.” Budapest, 1944
- A falu angyala. Mirbach Frida bárónő élete. Pécs, 1944
- A Jézus Szíve-tiszteletének története. Korda, Budapest, 1944
- Jegyesoktatás. Jegyesek és házasságra készülő felnőtt ifjak és hajadonok számára; 3. jav. kiad.; Korda, Bp., 1947